# Santa Margherita (Annibale Carracci)
 Santa Margherita è un dipinto di Annibale Carracci, raffigurante la martire Margherita di Antiochia.

## Storia
L'opera fu commissionata da Gabriele Bombasi, letterato reggiano che fu precettore di Ranuccio ed Odoardo Farnese. 
Secondo un'ipotesi il rapporto con il Bombasi – creatosi a Reggio Emilia, dove il Carracci dipinse diverse opere (nessuna più in loco) – fu per Annibale una tappa di estrema importanza nello sviluppo della sua carriera. Fu forse tramite costui, infatti, che il maestro bolognese entrò in contatto con i Farnese per essere poi definitivamente chiamato a Roma (tra il 1595 e il 1596) da Odoardo Farnese, al servizio del quale Annibale passò quasi tutto il resto della sua vita.
La tela fu ordinata per adornare la cappella di famiglia che il Bombasi acquisì a Roma (dove anch'egli si era trasferito al servizio di Odoardo Farnese) nella chiesa di Santa Caterina dei Funari.

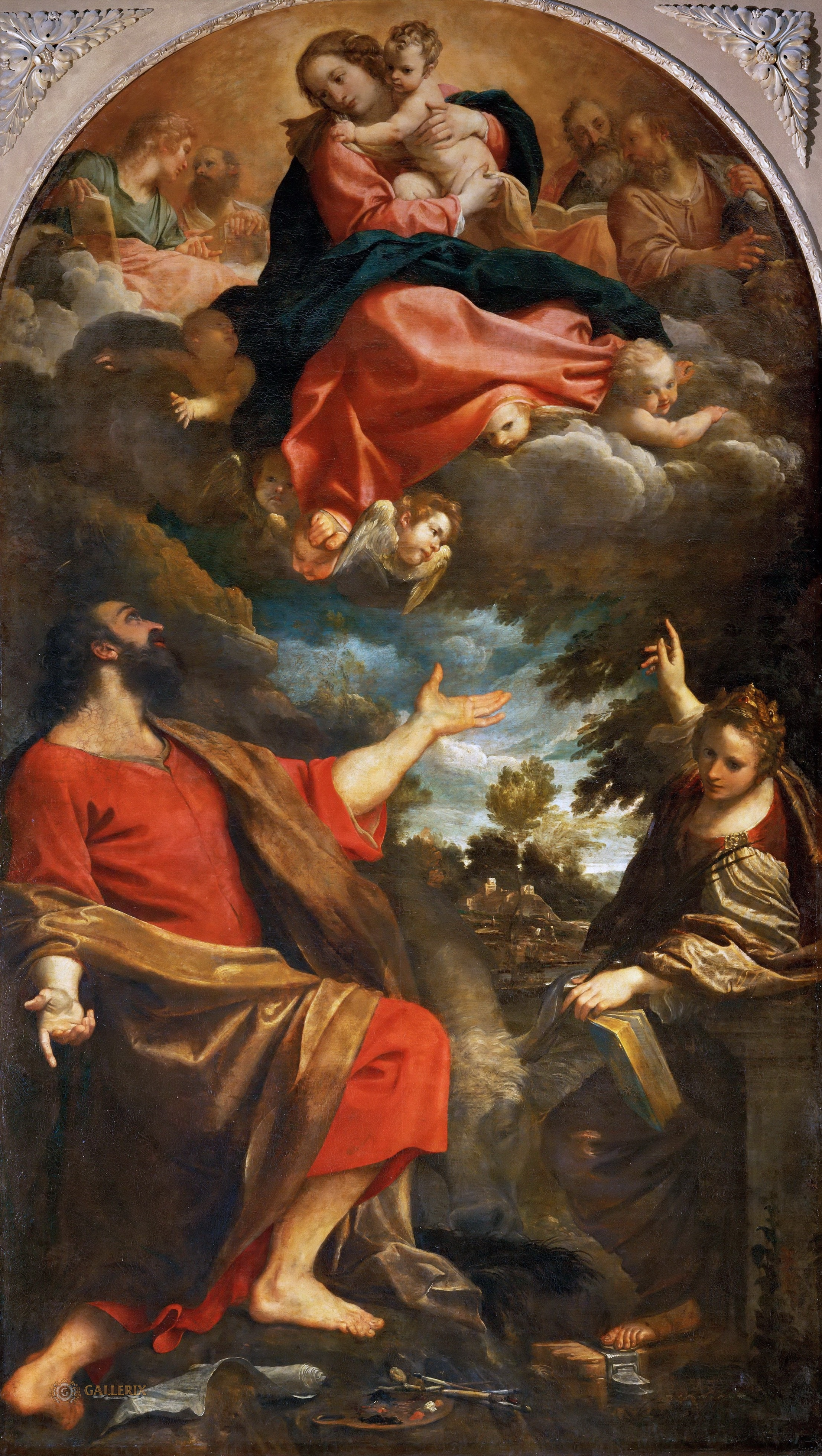
Annibale Carracci, La Vergine appare a san Luca e santa Caterina (Madonna di san Luca), 1592, Parigi, Museo del Louvre

Per espresso volere del committente la Santa Margherita della sua cappella familiare riproduce – con lievi varianti – la santa Caterina di Alessandria che compare in una grande pala d'altare – nota come Madonna di San Luca – realizzata dal Carracci, nel 1592, per la cattedrale di Reggio (e che ora si trova ora al Louvre).
Le fonti sono discordi sulla piena autografia del dipinto. Per il Bellori (Vite de' pittori, scultori et architetti moderni, 1672), infatti, la figura della santa sarebbe stata copiata dalla pala reggiana ad opera di Lucio Massari (allievo e collaboratore di Annibale Carracci) e poi ritoccata da Annibale (che vi avrebbe aggiunto il drago e il paesaggio). 
Per il Mancini (Considerazioni sulla pittura, 1620), invece, l’opera è tutta di mano del Carracci, che l’avrebbe realizzata a Bologna, prima del trasferimento a Palazzo Farnese, portandola con sé a Roma, ove fu poi collocata nella Cappella Bombasi. 
La notizia riferita dal Bellori ebbe largo seguito nella letteratura successiva (per molto tempo, quindi, l’opera venne ritenuta frutto dell’apporto del Massari, sia pure come copista), ma riconsiderazioni sul dipinto – determinate da un restauro degli anni Cinquanta del secolo scorso – hanno indotto la critica ad attribuire la Santa Margherita integralmente al Carracci, tesi ormai largamente accettata. 
Benché molto probabilmente non si tratti della prima opera in assoluto eseguita da Annibale a Roma, la Santa Margherita è la prima prova romana del Carracci esposta in un luogo liberamente accessibile al pubblico. Circostanza che contribuì a diffondere la fama di Annibale in città, come comprova il celebre episodio tramandato dal Bellori secondo il quale la tela riscosse il deciso apprezzamento del Caravaggio. 
Così il Bellori: «Collocato il quadro sull’altare per la novità vi concorsero li pittori, e tra li vari discorsi loro, Michel Angelo da Caravaggio dopo essersi fermato lungamente a riguardarlo, si rivolse, e disse: “mi rallegro che al mio tempo veggo pure un pittore”». 
Apprezzamento confermato anche da Francesco Albani, il quale, in una lettera, testimonia che sulla tela dipinta per il Bombasi «il Caravaggio ci moriva sopra».
La tela di Santa Caterina dei Funari è stata tradizionalmente associata agli esordi romani di Annibale e pertanto inizialmente datata intorno al 1595-1596. Scoperte documentarie sulle circostanze di acquisizione della cappella da parte del Bombasi, hanno indotto a posticipare di qualche anno l'esecuzione del dipinto (che gli studi collocano intorno al 1599), circostanza che, peraltro, rende plausibile l'ipotesi che il dipinto sia stato eseguito a Roma .

## Descrizione e stile

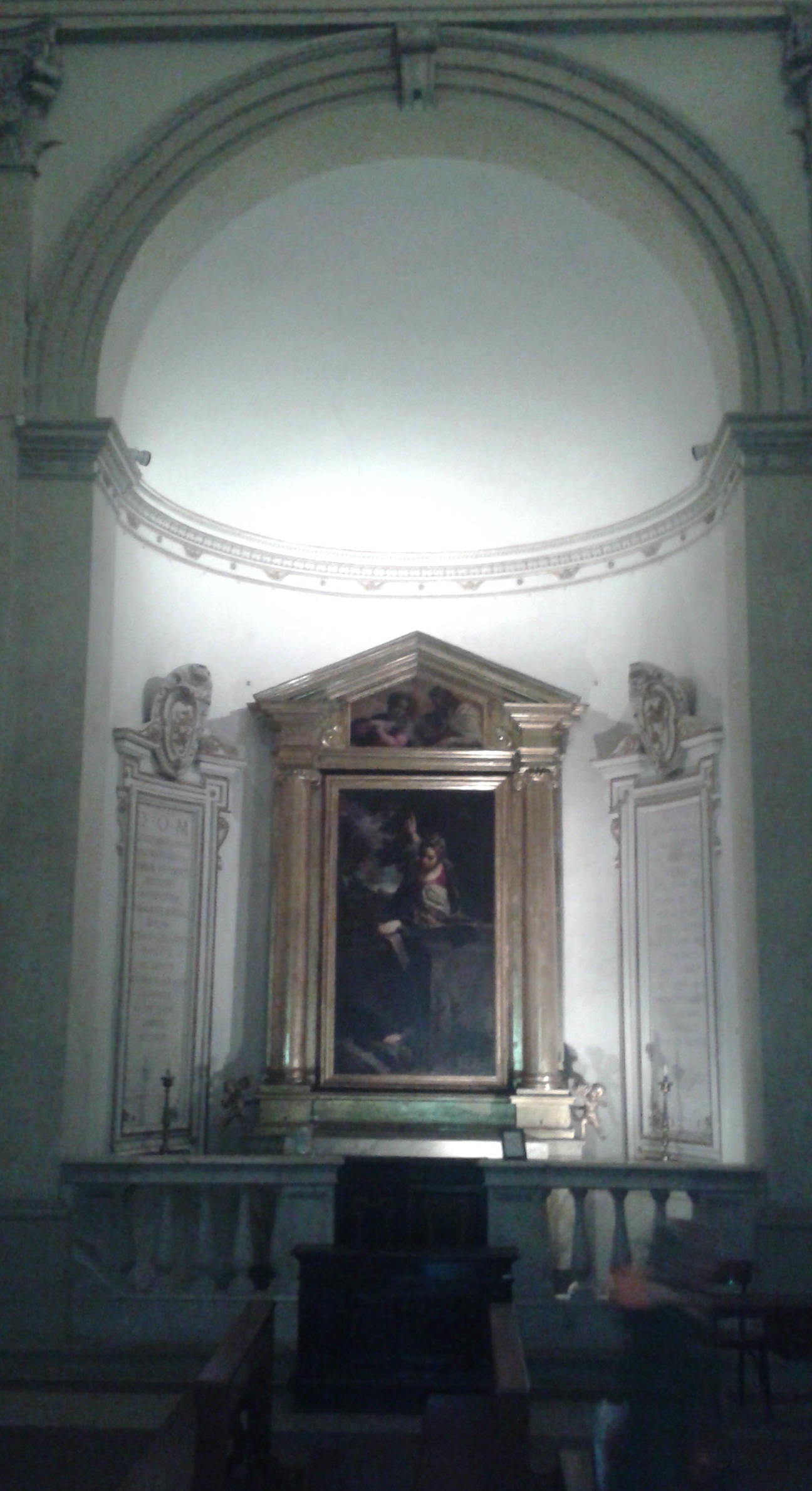
Cappella Bombasi, Chiesa di Santa Caterina dei Funari, Roma. Visione d'insieme della pala di Annibale con cornice originaria e cimasa

La tela è ancora collocata nell’originaria cornice in legno dorato, probabilmente disegnata dallo stesso Annibale, ed è sormontata da una cimasa ove è raffigurata l’Incoronazione della Vergine.
La cimasa è comunemente ritenuta opera di Innocenzo Tacconi (altro collaboratore di Annibale) eseguita su disegno del Carracci ed è una chiara derivazione dell’Incoronazione di Correggio un tempo nell’abside della chiesa di San Giovanni evangelista a Parma. 
La Santa Margherita della tela principale – splendidamente abbigliata e con gioielli principeschi – è raffigurata mentre poggia il braccio sinistro su un antico piedistallo sul quale compare l'iscrizione «SURSUM CORDA». 
Nella mano sinistra Margherita tiene contemporaneamente un libro sacro e la palma che ne simboleggia il martirio. 
Con la destra la martire indica verso l'alto in direzione della cimasa con l'incoronazione di Maria. Col piede sinistro schiaccia il demonio che, coerentemente all'agiografia della santa, è raffigurato nelle sembianze di un drago.
L'opera è connotata da un forte naturalismo propiziato anche dall’uso accorto della luce e degli effetti chiaroscurali – particolarmente evidenti sul volto della santa – che accentuano la tridimensionalità del dipinto. 
Bellissimo poi è l’ampio scorcio paesaggistico che richiama la lezione di Tiziano.  
Il dipinto nella Roma del tempo dovette colpire per l’estrema novità (aspetto che evidenzia anche il Bellori) che esso costituiva nel panorama artistico della città, allora dominato da figure come lo Zuccari e il Cavalier d'Arpino, artefici di un tardomanierismo ormai stanco, ma ancora privilegiato nelle grandi committenze ufficiali. Forse proprio per questo piacque tanto al Caravaggio, anch’egli prossimo – nella di poco successiva decorazione della Cappella Contarelli – ad indicare una nuova strada alla pittura. 
Secondo alcune posizioni critiche sarebbe stata proprio la visione della Santa Margherita di Annibale a dare un decisivo impulso al Merisi per la rivoluzione di San Luigi dei Francesi.
Testimonia il successo di quest'opera anche l'ampio numero di incisioni da essa tratte, tra le quali una delle più notevoli è quella dell'olandese Cornelis Bloemaert, non datata ma collocabile a metà del diciassettesimo secolo.

## Altre immagini

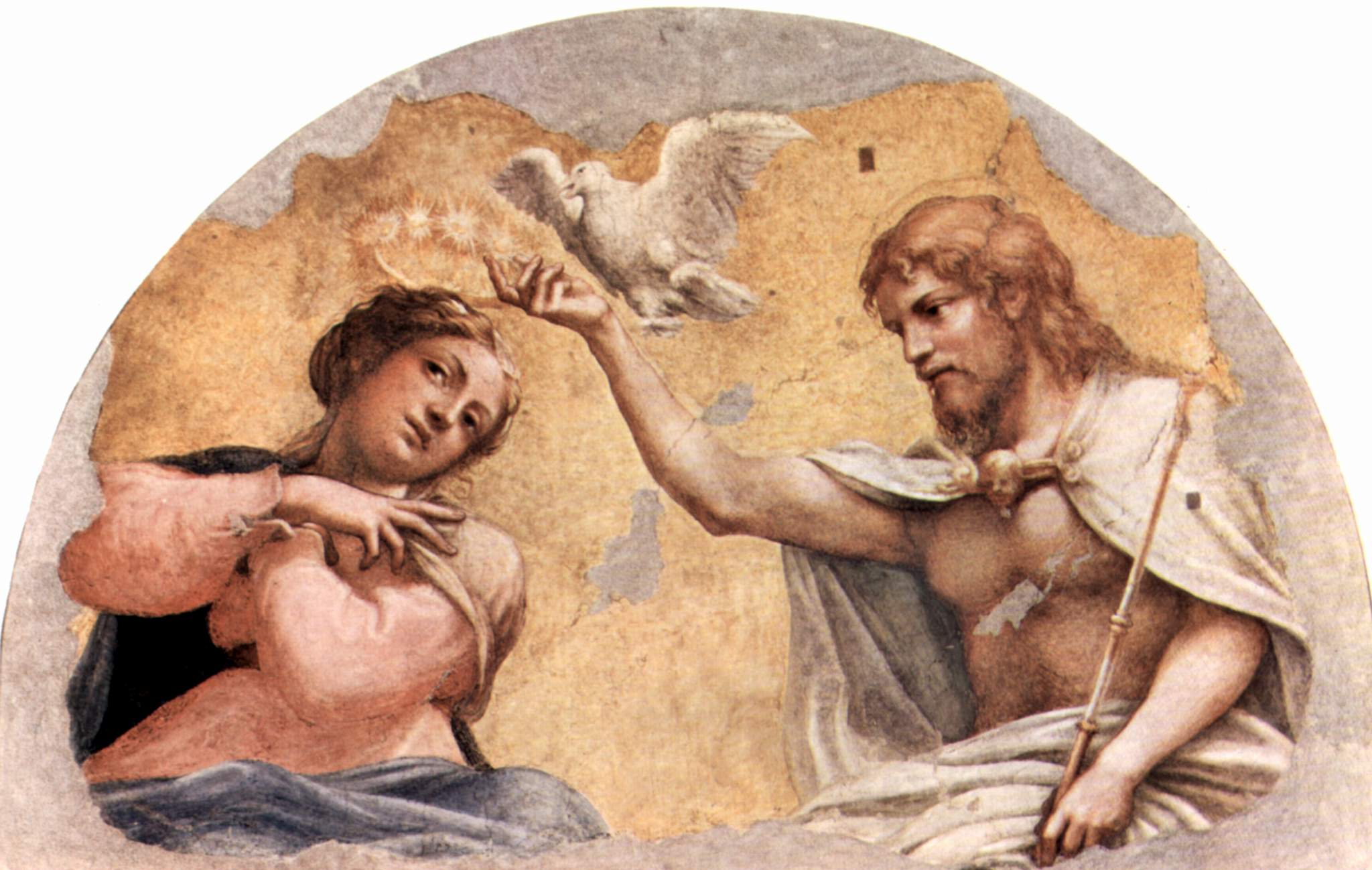
Correggio,  Incoronazione della Vergine , 1521,  Galleria nazionale di Parma
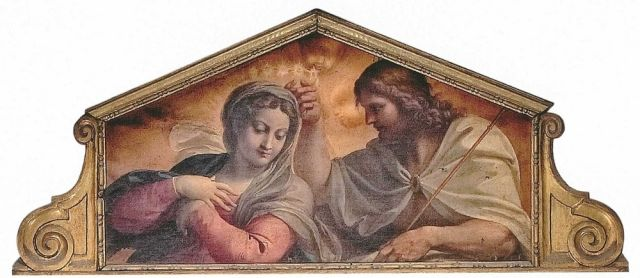
Innocenzo Tacconi e Annibale Carracci, Incoronazione della Vergine, cimasa della pala di Santa Margherita, 1600 ca., Chiesa di Santa Caterina dei Funari
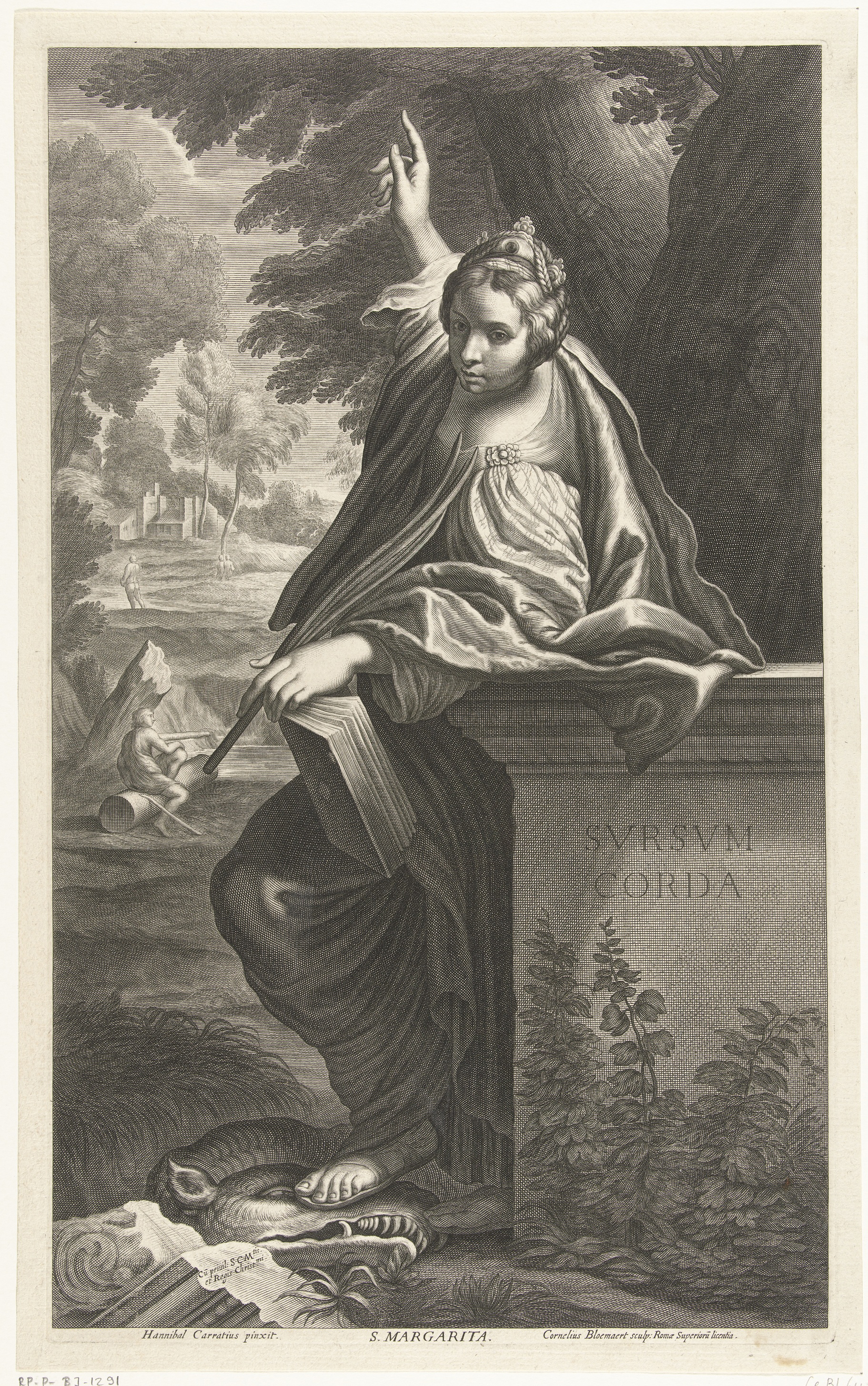
L'incisione di Cornelis Bloemaert